# 주토피아+
주토피아+는 디즈니+오리지널로 2022년 11월 9일에 공개된 주토피아의 TV 시리즈이다.

## 목소리 출연
한국어판